# Bezirk Omar Torrijos Herrera
Omar Torrijos Herrera ist ein Bezirk (distrito) der Provinz Colón in Panama. Die Einwohnerzahl betrug laut Volkszählung 2023 3561. Er ist nach Omar Torrijos benannt.

## Gliederung
Der Bezirk Omar Torrijos Herrera ist administrativ in folgende Corregimientos unterteilt:
- San José del General
- San Juan de Turbe
- Nueva Esperanza

## Geschichte
Die Stadt Coclesito wurde am 8. August 1970 offiziell von Omar Torrijos gegründet. 1971 brachte er mehrere Wasserbüffelköpfe aus Trinidad und Tobago mit, um in Coclesito eine landwirtschaftliche Genossenschaft zu gründen. Die Genossenschaft bestand bis 1990, als die Büffel unter den Haushalten aufgeteilt wurden, die sie betrieben hatten. Heutzutage ist der Bergbau zum wichtigsten Wirtschaftszweig der Region geworden, und auch der Inlandstourismus wird entwickelt.
Am 20. Februar 2018 verfügte die Nationalversammlung die Gründung des Bezirks Omar Torrijos Herrera aus dem ehemaligen Corregimiento von San José del General im Bezirk Donoso.